# Last Forever
Last Forever (o traducido como "Juntos para siempre") es el último episodio de la serie de televisión de CBS How I Met Your Mother. El episodio sirve como el episodio número 23 y 24 de la novena temporada y el episodio número 207 y 208 en general; las dos partes del episodio se clasifican en dos episodios separados. Se emitió el 31 de marzo de 2014.
«Last Forever» recibió una reacción polarizada de los fanes y críticos de TV, con la mayoría de los críticos expresando su decepción, principalmente con respecto a la relación entre Ted Mosby y Robin Scherbatsky y el destino de la madre titular de la serie. Muchos espectadores expresaron considerable desprecio por la aparente indiferencia por el desarrollo de los personajes, mientras que otros lo elogiaron por atar cabos sueltos.

## Trama

### Parte 1
En un flashback a septiembre de 2005, Ted Mosby (Josh Radnor), Marshall Eriksen (Jason Segel), Lily Aldrin (Alyson Hannigan) y Barney Stinson (Neil Patrick Harris) aceptan a Robin Scherbatsky (Cobie Smulders) en su grupo. Lily, optimista sobre la amistad de Robin, decreta que Ted y Barney no podrán conquistarla a menos que se casen con ella, y Barney se burla de la idea.
En mayo de 2013, Ted discute su mudanza a Chicago con Marshall y Lily en la recepción de boda de Robin y Barney. Mientras tanto, Barney reconoce a la bajista como la mujer — ya introducida en episodios anteriores como la Madre (Cristin Milioti) — que le aconsejó perseguir a Robin. Cuando se entera de que está soltera, decide presentarla a Ted, quien rechaza la idea ya que se tiene que ir para estar listo para mudarse al día siguiente. Afuera, el grupo tristemente se despide de Ted, quien choca los cinco por última vez con Barney, resultando en los dos lastimándose mutuamente y retrasando su partida.
Más tarde, Ted va a la estación de tren de Farhampton; sin embargo, su tren se retrasa. Él le dice a una anciana sobre su fin de semana y ella hace muchas preguntas acerca del destino. Ella se percata de que la Madre está esperando cerca, pero Ted insiste en que no puede hablar con ella porque se va a mudar. La noche siguiente, Marshall y Lily se sorprenden al ver a Ted sentado en su mesa en MacLaren's. Ted justifica esto diciéndoles que conoció a una chica, a lo cual ellos aprueban entusiasmados después de descubrir que es la bajista de la boda. En el año 2015, Ted, ahora comprometido, se encuentra con Robin y Barney en McLaren's para discutir ideas de boda. Mientras Robin va a comprar bebidas, Barney admite que su matrimonio está sufriendo a causa de la carrera ascendente de Robin, que requiere que viaje con frecuencia. La Madre llega y le dice a Ted que tienen que retrasar su boda porque está embarazada.
En mayo de 2016, Ted y la Madre realizan una reunión con el resto de la banda. Marshall es miserable en su nuevo trabajo, habiendo sido forzado a volver a ser un abogado corporativo. Barney y Robin revelan que el constante viajar de ella por trabajo puso demasiada tensión en ellos, y que después de tres años de matrimonio, se divorciaron. El estado de ánimo se vuelve positivo cuando Barney se da cuenta de que Marshall y Lily están esperando a su tercer hijo, pero Lily está preocupada por el grupo separándose. Juntos prometen que todos estarán ahí para los grandes momentos y seguirán siendo amigos. Cinco meses después, Marshall y Lily deciden mudarse de su apartamento y celebran una fiesta final en la azotea en Halloween. Robin está triste al ver a Ted y a la Madre juntos, junto con Barney quien ha vuelto a sus caminos mujeriegos. Ella decide irse y le confiesa a Lily que ella no puede estar en el grupo más tiempo ya que ella sigue teniendo sentimientos sin resolver por Ted, lo que devasta a Lily.

### Parte 2
En 2018, Barney, Ted y Lily están juntos de nuevo en MacLaren's tras un largo tiempo de no estar juntos. Barney les persuade para quedarse hasta bien pasada la noche. Lily se lamenta por la ausencia de Robin, quien no está presente en ese momento importante de sus vidas aún tras la promesa que hicieron de estar juntos en los grandes momentos. Ted le quita importancia al momento, pero Barney le vuelve a decir que lo es. Marshall entra y les da la noticia de que va a ser juez. Unas horas después, todavía en el bar, Barney se fija en una chica del bar y se levanta para hablar con ella, pero Lily coge y le para justo en ese momento. Ella le pregunta si no ha cambiado lo más mínimo después de tanto tiempo, y él le da un no como respuesta. Durante un tiempo pensó que si había cambiado después de todo, pero tras la ruptura con Robin se dio cuenta de que no. Si con ella no funcionó, no lo haría con nadie. Lily cede y Barney se va para disfrutar de su noche.
En 2019, Marshall, Lily, Ted y la madre están en medio de un combate de Robots contra luchadores. Marshall les pregunta a Ted y a la madre si tienen planes de casarse en algún momento. En ese preciso momento, aparece Barney quien se sienta junto a ellos. Barney les recuerda su pasada hazaña de la semana perfecta, que más tarde convirtió en el mes perfecto. Todos aguardan para saber si lo logró, y cuando Barney lo confirma, todos se alegran. Pero ante la actitud de Barney, se dan cuenta de que no todo salió bien. La chica número 31 está embarazada. Lily se alegra por él y le felicita, pero Barney se muestra reacio y les dice que es demasiado viejo para ello. En 2020, Ted lleva a su hija Penny a ver su edificio que es la sede del GNB. Ahí se encuentra con Robin. En el hospital, Ted relata a Lily y Marshall este encuentro mientras esperan a que nazca el hijo de Barney. Aparece una de las enfermeras y les da la noticia de que es una niña, y Barney es conducido a conocer a su hija, Ellie. A pesar de sus dudas iniciales, Barney queda conmovido hasta las lágrimas.
En la casa de Ted y la Madre, Ted aparece pidiéndole a su mujer que le devuelva el anillo de compromiso para pedirle la mano de nuevo, y ella vuelve a aceptar. Acuerdan casarse el jueves. El día de la boda, todo el grupo, excepto Robin, están en el MacLaren's. Robin aparece por la puerta sorprendiendo a todos. Les pide perdón por no haber estado junto a ellos en algunos momentos importantes. Felicita a Barney por convertirse en padre. Marshall les cuenta que será juez Supremo. Cuando Ted se pregunta por qué está allí y si respondió que no a la invitación de boda, Robin le dice que su mujer la convenció para asistir. Justo entonces entra la madre y les hace una foto a todos juntos. Lily hace un brindis en honor a Ted por su inminente boda. Ted les cuenta a sus hijos en 2030 que nunca dejó de amar a la Madre por un momento, incluso cuando ella enfermó y falleció en 2024.
En la estación, en 2013, Ted camina hacia la que será su futura mujer y le toca en el hombro. Antes de presentarse, ella le reconoce como el padrino de la boda. Los dos entablan una conversación en donde ella le dice a Ted que ella lo recuerda desde cuando accidentalmente enseñó en su clase de economía en su primer día como profesor. Ted se da cuenta de que su paraguas es el paraguas que él dejó en el apartamento de Cindy y lleva sus iniciales, pero ella le dice que T.M. son sus iniciales: Tracy McConnell. Ted continúa su conversación con Tracy cuando llega el tren.
En el año 2030, el Ted del futuro termina su historia diciendo, «y así, chicos, es como conocí a su madre». Penny y Luke protestan que ese no era el tema de la historia y deducen que se trata en realidad de cómo se enamoró de su «tía» Robin, y que les ha contado esta historia para saber si les parece bien. Ted lo niega, pero sus hijos le recuerdan que ellos aman a Robin y que sienten que todavía hay una conexión entre los dos. Ellos le dan a Ted sus bendiciones para continuar su relación con ella.
En la escena final, Ted va al apartamento de Robin con el corno francés azul de la misma forma que lo hizo 25 años antes, y ellos se sonríen el uno al otro.

#### Final alternativo
Un final alternativo disponible en el DVD de la novena temporada se filtró en línea el 6 de septiembre de 2014. Este final omite todo el argumento sobre la enfermedad de la Madre después de la escena final en el pub MacLaren's, y la separación de Barney y Robin, y cuenta con el futuro Ted (con la voz de Bob Saget) resumiendo los acontecimientos de la serie que le llevaron a conocer a la Madre antes de que se muestre el encuentro de Ted y Tracy como lo hicieron en la emisión original del episodio y la pantalla corta a negro mientras la escena termina con el tren apareciendo delante de la pareja y la sombrilla amarilla flotando en la calle.

#### Guion alternativo
En enero de 2018 salió un guion alternativo del final de la serie. El guion consta de dos partes como los dos últimos capítulos titulados Last Forever. La historia incluye un final diferente para la historia de Barney y Robin, así como para la de Ted y Tracy, solucionando las polémicas que el final original ocasionó. Ambos guiones pueden descargarse legal y gratuitamente.

## Blog de Barney
Barney habla sobre el High Infinity y escribe la entrada final de su blog.